# Mürzzuschlagi járás
A Mürzzuschlagi járás (németül Bezirk Mürzzuschlag) egy mára már megszűnt egykori járás volt Ausztriában, Stájerország tartományban. A járást a 2013-as stájer közigazgatási reform nyomán 2013. január 1-jén egyesítették a Brucki járással, ma a Bruck-Mürzzuschlag-i járás része.  Lakosainak száma 39 956 fő.

## A járáshoz korábban tartozó települések
| - Allerheiligen im Mürztal - Allerheiligen - Edelsdorf - Jasnitztal - Leopersdorf - Sölsnitz - Wieden - Altenberg an der Rax - Altenberg - Greith - Steinalpl - Ganz - Auersbach - Eichhorntal - Lambach - Schöneben - Kapellen - Raxen - Stojen - Kindberg (város) - Krieglach (Markt) - Alpl - Freßnitz - Freßnitzgraben - Krieglach-Schwöbing - Malleisten - Massing - Sommer | - Langenwang (Markt) - Feistritzberg - Hönigsberg - Langenwang-Schwöbing - Lechen - Mitterberg - Pretul - Traibach - Mitterdorf im Mürztal (Markt) - Lutschaun - Mürzhofen - Mürzsteg - Dobrein - Dürrenthal - Frein an der Mürz - Kaltenbach - Lanau - Niederalpl - Scheiterboden - Tebrin - Mürzzuschlag (város) - Auersbach - Edlach - Hönigsberg - Kohleben - Lambach - Pernreit - Schöneben | - Neuberg an der Mürz (Markt) - Neuberg - Alpl - Arzbach - Dorf - Krampen - Lechen - Neudörfl - Veitschbach - Spital am Semmering - Spital - Semmering - Steinhaus am Semmering - Stanz im Mürztal - Stanz - Brandstattgraben - Dickenbach - Fladenbach - Fochnitz - Hollersbach - Possegg - Retsch - Sonnberg - Traßnitz - Unteralm - Veitsch (Markt) - Großveitsch - Kleinveitsch - Niederaigen - Wartberg im Mürztal |